# Тайг О’Рурк
Тайг О’Рурк (ирл. Tadhg Ó Ruairc) (1576—1605) — последний король Западного Брейфне (1603—1605). Он был сыном Брайана О’Рурка и Мэри Берк из Кланрикарда. Воспитанный матерью в графстве Голуэй, он большую часть жизни провел в изгнании из своего королевства, ища союзников, чтобы поддержать его претензии на титул короля Западного Брейфне в противовес своему сводному брату Брайану Огу О’Рурку. Первоначально поддержав ирландский племенной союз во время Девятилетней войны, он перешел на сторону Англии после битвы при Кинсейле в 1602 году. При поддержке английских войск он вторгся в Западный Брейфне в 1603 году, свергнув своего сводного брата. Правил как король до своей неожиданной смерти в конце 1605 года в возрасте 28 лет.

## Ранняя жизнь и карьера
Тайг О’Рурк родился в 1576 году. Вскоре после этого он был разлучен с отцом и воспитывался в графстве Голуэй матерью и ее семьей, Берками из Кланрикарда. По английским законам Тайг О’Рурк был законным наследником королевского титула Западного Брейфне и, будучи сыном богатой проанглийской семьи, с самого начала пользовался благосклонностью королевского правительства в Дублине, чтобы унаследовать титул своего отца. Однако избранным преемником его отца был его «незаконнорожденный» сводный брат Брайан Ог О’Рурк (1591—1603), который был на девять лет старше его и жил с сэром Брайаном в графстве Литрим. Наследство Тайга подверглось еще большему сомнению, когда лорд-президент Ричард Бингем, который фактически хотел ликвидировать династию О’Рурков, оккупировал Западное Брейфне в 1590 году и сверг сэра Брайана О’Рурка, который был казнен за измену в Тайберне в следующем году.
К 1593 году Брайан Ог вытеснил Ричарда Бингема из Западного Брейфне. Тайг перебрался в графство Тирконнелл в начале Девятилетней войны в 1594 году, и, несмотря на то, что его брат сражался вместе с Хью Роэ О’Доннелом и Хью О’Нилом в качестве союзника, Тадг продолжал просить их поддержать его притязания на королевский престол Брейфне. Хотя нет никаких свидетельств того, что они когда-либо серьезно рассматривали его предложения, он был полезен восставшим ирландским вождям Ольстера как угроза, с помощью которой можно держать Брайана Ога в узде. Претензии Тайга были настолько важны для Брайана Ога, который ненадолго перешел на сторону Англии с февраля по июнь 1598 года, когда получил письменную поддержку на английском языке от губернатора Коньерса Клиффорда . Однако, поскольку чрезвычайно влиятельная семья Тайга продолжала настаивать на своем требовании, приобретая сторонников, таких как лорд-казначей Томас Батлер, Брайан Ог вернулся к ирландскому племенному союзу, полагая, что английские заверения были неискренними.
В 1599 году Тайг женился на сестре Хью Роэ О’Доннелла Мэри, и у них родился первый сын Брайан. К 1600 году ирландский союз был на подъеме, и Брайан Ог показал себя способным и незаменимым военачальником, в то время как Тадг был менее успешным на поле боя. Сила и доблесть имели первостепенное значение для доверия к лидеру в гэльской Ирландии, и вероятность того, что Тайг станет королем, уменьшалась. По словам английских чиновников, Тайг «не мог привести ни одного человека». — под его командованием в пределах королевства, которое он объявил своим.
После провальной кампании в Манстере в январе 1601 года, когда Тайг потерял 500 из 800 человек, предоставленных ему Хью Роэ О’Доннелом, он вернулся в Тирконнелл и примирился со своим братом.
К концу 1601 года ирландский союз потерпел ряд поражений, и Брайан Ог и Хью О’Доннел отправились на юг, чтобы помочь испанцам в Кинсейле. Когда стало ясно, что английские войска одержат победу в Кинсейле (двоюродный брат Тайга Ричард находился в Манстере, возглавляя английскую кавалерию), Тайг быстро двинулся при поддержке клана Бурков, чтобы захватить контроль над Западным Брейфне. Несмотря на поражение при Кинсейле, Брайан Ог вернулся в Западный Брейфне в начале 1602 года и быстро вытеснил Тайга, который бежал в Дублин.

## Король Западного Брейфне
Оставшуюся часть войны Тайг провел в Дублине, где был принят королевскими чиновниками в качестве наследника престола Брейфне. К марту 1603 года Меллифонтский договор был подписан Хью О’Нилом, и война фактически закончилась. Однако Западный Брейфне Брайана Ога продолжал держаться. Правительство поручило Тайгу командовать 3-тысячным английским войском и отправило его вместе с Рори О’Доннелом и Генри Фоллиотом отвоевать Западный Брейфне в конце марта 1603 года. В качестве последнего препятствия на пути к верховной власти армия Тайга встретила ожесточенное сопротивление искусно укрепленных войск Брайана Ога, которые в течение двенадцати дней не давали Тайгу и его союзникам переправиться через реку Шаннон и войти в Западный Брейфне. Когда оборона была окончательно сломлена, войска Тайга опустошили сельскую местность королевства, а Брайан Ог и другие преданные ему вожди отсиживались в своих крепостях. 25 апреля 1603 года Брайан Ог бежал, и Тайг стал королем Западного Брейфне, хотя официально это было признано только в сентябре 1603 года, когда новый король Англии Яков I Стюарт официально пожаловал Тайгу «страну или лордство Брени Уи Руаирк и Муинтер Эолуйс».
Поражение ирландцев в девятилетней войне возвестило конец гэльского политического строя, и власть местных королей была сильно ослаблена. В силу чрезвычайных обстоятельств Тайг должен был стать последним королем Западного Брейфне. Он умер после того, как смертельно заболел в конце 1605 года.

## Семья
Тадг был третьим мужем Мэри О’Доннел. У них было два сына — Брайан Роэ, родившийся в 1599 году, и Аэд (Хью), родившийся годом позже. После смерти Тадга опекунство над двумя его маленькими сыновьями перешло к его двоюродному брату Ричарду Берку. Старшего сына и наследника Тайга, Брайана Роэ, отправили жить к Беркам. Мэри О’Доннел снова вышла замуж и поселилась в графстве Майо, где Аэд продолжал жить вместе с ней. Брайан в конце концов поступил в Оксфордский университет. У него родился сын по имени Брайан до или во время заключения в лондонском Тауэре в 1619 году.